# Эти разные, разные, разные лица…
«Эти разные, разные, разные лица…» — советский художественный телефильм 1971 года производства творческого объединения «Экран» по рассказам А. П. Чехова. Все роли в фильме исполняет Игорь Ильинский, он же выступил одним из режиссёров.
Премьера состоялась 1 января 1972 года.

## Сюжет
Фильм состоит из семи самостоятельных новелл по маленьким рассказам А. П. Чехова:
- Смерть чиновника
- Пересолил
- Оратор
- Ночь перед судом
- Дочь Альбиона
- Сапоги
- Хамелеон

Роли всех 24 персонажей этих рассказов исполняет Игорь Ильинский (за исключением Зиночки Съеловой в «Ночи перед судом», которая ненадолго появляется в кадре только со спины и произносит несколько слов за кадром, а также двух других женских персонажей — жены Червякова в «Смерти чиновника» и актрисы в «Сапогах», которые также представлены только голосами за кадром).

## Награды
- 1973 — Первая премия Пятого Всесоюзного фестиваля телевизионных фильмов в Ташкенте исполнителю главной роли (Игорь Ильинский).

## Факты
- Картина снималась в городе Звенигород Московской области[3][4].